# Romuald Wolters
 Romuald Wolters OSB (* 20. April 1888 in Bocket; † 11. Januar 1973 in Viersen) war Benediktiner und Abt der Abtei Merkelbeek bei Brunssum und der Abtei St. Benediktusberg in Vaals.

## Leben
Romuald Wolters trat nach dem Besuch der Klosterschule in die Abtei Merkelbeek ein und studierte am Päpstlichen Athenaeum Sant’Anselmo in Rom Theologie. 1912 wurde er zum Priester geweiht und 1913 zum Doktor der Theologie promoviert. Bis 1918 war er Novizenmeister, dann Administrator, bis er 1920 als Nachfolger von Hermann Renzel zum Abt von Merkelbeek gewählt wurde.
Wolters verlegte die Abtei 1922/23 nach Vaals bei Aachen und schloss sie 1927 der Beuroner Kongregation an, deren Erzabt Raphael Walzer auch die finanzielle Aufsicht über die verschuldete Abtei übernahm. Der Zweite Weltkrieg machte dem kurzen Aufschwung ein Ende. Wolters wurde der Zusammenarbeit mit den deutschen Besatzern verdächtigt. Nach der Befreiung der Niederlande 1944 wurden die deutschen Mönche zunächst interniert, dann ausgewiesen.
Seit 1926 war er Ehrenmitglied der katholischen Studentenverbindung KDStV Novesia Bonn.
Wolters ging nach dem Krieg als Seelsorger an das Allgemeine Krankenhaus in Viersen, wo er 1973 starb.